# Madassetia
Madassetia  (лат.) — род жуков-златок.

## Распространение
Афротропика: Мадагаскар.

## Описание
Мелкие широкотелые златки длиной 8—9 мм и шириной 3 мм, сине-зеленого и черного цвета. Пронотум с шириной почти равной его длине.

## Систематика
Известно 2 вида. Род относится к трибе Thomassetiini Bellamy, 1987 (Buprestinae).
- Род Madassetia Théry, 1928[3]
  - Madassetia bicolor Bellamy, 2006 typus
  - Madassetia unicolor Bellamy, 2006